# Clemensia marmorata
Clemensia marmorata är en fjärilsart som beskrevs av William Schaus 1896. Clemensia marmorata ingår i släktet Clemensia och familjen björnspinnare. Inga underarter finns listade i Catalogue of Life.